# Филлопорус красно-оранжевый
Филлопорус красно-оранжевый (лат. Phylloporus rhodoxanthus) — гриб, входящий в род филлопорус (Phylloporus) семейства болетовые (Boletaceae). Съедобен.
Синонимы:
- Agaricus rhodoxanthus Schwein. 1822basionym
- Flammula rhodoxanthus (Schwein.) Lloyd 1889
- Gomphidius rhodoxanthus (Schwein.) Sacc. 1887
- Paxillus flavidus Berk. 1847
- Paxillus rhodoxanthus (Schwein.) Peck 1899
- Xerocomus rhodoxanthus (Schwein.) Bresinsky & Manfr. Binder 2003

## Описание
- Шляпка 2,5—7,5 см в диаметре, у молодых грибов выпуклой или плоско-выпуклой формы, затем раскрывается до плоской и слабо вдавленной, сухая, бархатистая, красно-коричневого цвета.
- Мякоть плотная, желтоватая, с красноватым оттенком, на воздухе цвета не меняющая, без особого вкуса и запаха.
- Гименофор пластинчатый. Пластинки низбегающие на ножку, у молодых грибов ярко-жёлтого цвета, затем темнеют до жёлто-коричневых, разветвлённые, с ровными краями.
- Ножка 3,3—4,1 см длиной и 0,5—0,8 см толщиной, цилиндрическая, сухая, гладкая, в верхней части красно-коричневая, в нижней части — светло-коричневая.
- Споровый порошок охристо-жёлтого цвета. Споры 10—14,5×3,5—5,5 мкм, веретеновидной формы, неамилоидные. Базидии 28—37×6—9 мкм, булавовидной формы, бесцветные, четырёхспоровые. Цистиды 40—95×9—27 мкм, тонкостенные, многочисленные. Кутикула шляпки — триходермис. Гифы без пряжек.                                                          Этот гриб встречается одиночно и группами в дубовых и хвойных лесах летом и осенью.